# Tencent QQ
Tencent QQ, conegut popularment com a QQ, és un servei de missatgeria instantània desenvolupat per Tencent Holdings Limited. QQ també ofereix una gran varietat de serveis, entre els quals jocs socials en línia, botiga de música i d'altres objectes, plataforma de microblogs i xat per veu.
A data de març de 2013 hi havia 798,2 milions de comptes actius de QQ, amb un pic de 176,4 milions d'usuaris simultanis.